# Sicyopterus brevis
Sicyopterus brevis is een straalvinnige vissensoort uit de familie van de grondels (Gobiidae). De wetenschappelijke naam van de soort is voor het eerst geldig gepubliceerd in 1912 door Lieven Ferdinand de Beaufort. De Beaufort verzamelde deze soort in 1911 in het westen van Ceram, in de rivier Tubah.